# Salva cremasco
El salva cremasco es un queso DOP de vaca, de pasta cruda, corteza lavada, y a media o larga maduración, tradicionalmente consumado en la llanura lombarda central, producido en particular en la baja bergamasca y en la llanura bresciana.
Se puede producir también en la provincia de Lecco, Lodi y Milán. El Salva Cremasco tiene muchas semejanzas con el quartirolo, pero se diferencia por la mayor complejidad de los aromas y la más larga maduración.

## Origen del nombre
Su nombre deriva del uso tradicional de salvar la leche de las abundantes producciones primaverales, cuando empezaba la recogida de los forajes, se pensó emplear la leche en la producción de un queso que se conservara también después del verano. Se denomina cremasco a pesar de que su producción a menudo acaece en otros lugares, porque Crema siempre ha sido el lugar principal de comercio y de consumo de las hormas de queso Salva, así como ha ocurrido con otros tipos (por ejemplo, Bra, Gorgonzola).

## Historia
Su origen remonta a los siglos XVII y XVIII, cuando ya es posible reconocer en algunos bloques decorativos, el perfil del queso, que se presenta como un paralelepípedo con una corteza sutil y una masa de color blanco amarillento. El Salva, tiene una estrecha relación con la trashumancia de temporada de los pastores de Bergamo, queseros y ganaderos al mismo tiempo. Ellos emprendían con sus vacas, bajando de los pueblos de los valles de Bergamo y de Brescia hacia las granjas de la llanura en otoño, y regresando en primavera. Durante estos viajes la leche en exceso particularmente abundante en primavera se convertía en strachì Salva (Stracchino di Salva), de manera que se conservara en la estación cálida. Parece que el líder Bartolomeo Colleoni fuese un goloso de este queso, tanto que se hacía entregar algunas formas durante sus inspecciones militares a las fortificaciones de la ciudad de Crema.

## Producción
Para su producción se utiliza leche entera pasteurizada. Su coagulación, a 36 °C, dura una media hora, la cuajada es rota en pequeños trozos dos veces. Para concluir la masa obtenida es puesta en stufatura durante 8-16 horas en ambiente húmedo. La maduración dura 3-5 meses (en este caso tiene un gusto de aromas fragantes) u 8-12 meses, adquiriendo así un perfume intenso. Existen raras formas maduradas hasta 36 meses. A veces la corteza es aromatizada con vinazas.
La forma es paralelepípeda con cara llana cuadrada de 11/13 o 17/19 cm de lado y escalzo derecho desde 9 hasta 15 cm; el peso medio de cada forma cambia desde 1.3 hasta 5 kg. La corteza se limpia con agua y sal y, para los quesos madurados más tiempo, se orea. Se desarrollan de esa manera característicos mohos amarillos que, penetrando en la corteza, aumentan los aromas del queso.El 21 de noviembre de 2002 fue constituido el Consorcio por la Tutela del Salva Cremasco y en 2011 el queso obtuvo la denominación DOP, en la Unión Europea, por su tipicidad y documentada tradición productora. A nivel internacional, cuenta con registro como denominación de origen, conforme al Sistema de Lisboa, ante la Organización Mundial de la Propiedad Intelectual, desde el 6 de noviembre de 2014. El queso se reconoce, además que por su forma cúbica o paralelepípeda, por su marca a letras mayúsculas "SC" grabadas en su superficie.

## Salva con "tighe"
La más típica utilización de este queso en la zona de Crema es el Salva con le tighe (pimientos lombardos verdes en vinagreta). Se corta el Salva en pequeños trozos, aparejándolos con tiras de tighe sin pepitas y cortadas groseramente. Se condimenta con pimienta negra y un poquito de aceite. Según los gustos se aconseja dejarlo reposar para que adquiera sabor, lo mejor es no excederse con el aceite porque esto hace que el queso se macere.

## Otras recetas
El salva puede ser utilizado también en una variedad de otros platos, como entradas, postres, primeros y segundos platos.